# Heinz Emmerich
Heinz Emmerich (25 febbraio 1908 – 10 marzo 1986) è stato un calciatore tedesco, di ruolo difensore.

## Carriera

### Club
Ha militato per tredici anni nel Tennis Borussia Berlino.

### Nazionale
Conta 3 partite in Nazionale, ottenute tutte nel 1931.